# Ракетні війська та артилерія Польщі
Ракетні війська та артилерія (пол. Jednostki wojsk rakietowych i artylerii) — рід військ у збройних силах Польщі

## Історія
Після припинення існування ОВД та переорієнтації Польщі на НАТО і Євросоюз Військо Польське зазнало суттєвого скорочення, однак воно аж ніяк не мало обвального характеру.
Одним з результатів скорочення війська стала повна відмова від буксируваних систем — уся артилерія Війська Польського тепер самохідна.
На початку 90-х рр. Польща почала пошук варіантів нових САУ. Планувалось придбати за кордоном ліцензію на виробництво башти з озброєнням і монтувати її на шасі польського виробництва. У 1999 р. було обрано башту британської САУ AS-90.
Перший прототип САУ «Краб» був готовий у вересні 2001 р. Але серійне виробництво затягувалось — завод «Бумар-Лабенди» виявився нездатним забезпечити належну якість шасі, а поки возились з ними — британці припинили виготовлення стволів для AS-90. Довелось для першого дивізіону стволи закупити у Франції (8) і Німеччині (16). Але зараз, ніби, «Гута Стальова Воля», яка випускає «Краби» (а раніше виготовляла «Гвоздики»), налагодила власне виробництво стволів.
Довести до пуття польське шасі для «Краба» так і не вдалось, і в 2014 р. ухвалили рішення про закупівлю в Південній Кореї шасі САУ К9. Це дозволило, нарешті, передати у війська першу партію з 24-х САУ. Власне, постачаються не самі лише САУ, а дивізіонні комплекти «Регіна» — з усіма належнами машинами управління, ремонтними та ін. У 2016 р. підписано контракт на постачання до 2025 р. ще чотирьох комплектів «Регіна». Таким чином, кількість «Крабів» буде доведена до 120 одиниць.
У 2013 році три артполки передані до складу дивізій: 5-й Любуський полк — до 12-ї МД, 11-й Мазурский полк — до 16-ї МД і 23-й Шльонський полк — до 11-ї ДПК. Полки мають мішаний склад — у них експлуатуються і «Дани», і РСЗВ. Треба сказати, що Військо Польське мало і вісім САУ 2С7 «Піон», але їх приблизно до 2008 року списали.
З 2006 р. «Гута Стальова Воля» працює над створенням 120-мм самохідного міномета «Рак». Перші прототипи SMG 120, які з'явились у 2009 р., були виготовлені на шасі 2С1. Але в серію пішов варіант SMK 120 — на шасі колісного БТР «Росомак». Дальність стрільби сягає 12 км, боєкомплект — 46 мін.
У грудні 2018 р. сухопутні війська отримали п'ятий ротний модуль самохідних мінометів «Рак». 1-й такий модуль був переданий у червні 2017 р. до 17-ї мбр, 2-й в жовтні — до 12-ї мбр, 3-й в січні 2018-го — до 15-ї мбр, 4-й — в серпні до 21-й бригади підхалянських стрільців. До цієї ж бригади, а конкретно — до 5-го батальйону в Перемишлі — потрапив і 5-й модуль «Раків».

## Структура

### Поточна
- 5-й любуський полк артилерії (Сулехово)
- 11-й мазурський полк артилерії[pl] імені генерала Юзефа Бема (Венгожево)
- 23-й сілезький полк артилерії[pl] (Болеславець)
- 14-й дивізіон самохідної артилерії[pl] імені бригадного генерала Вацлава Віцзокревича[pl] (Ярослав)
- 14-й сувальський дивізіон протитанкової артилерії (Сувалки)

## Символіка

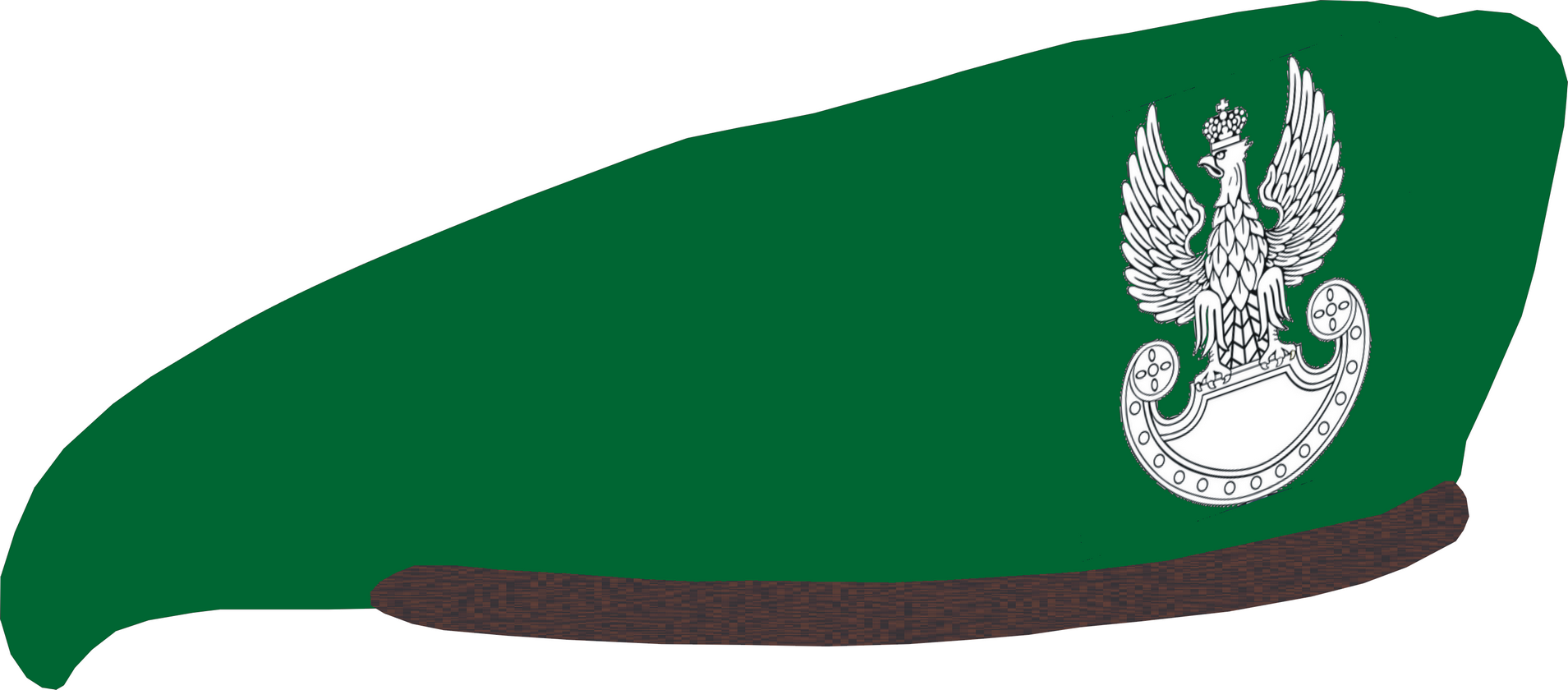
Зелений берет
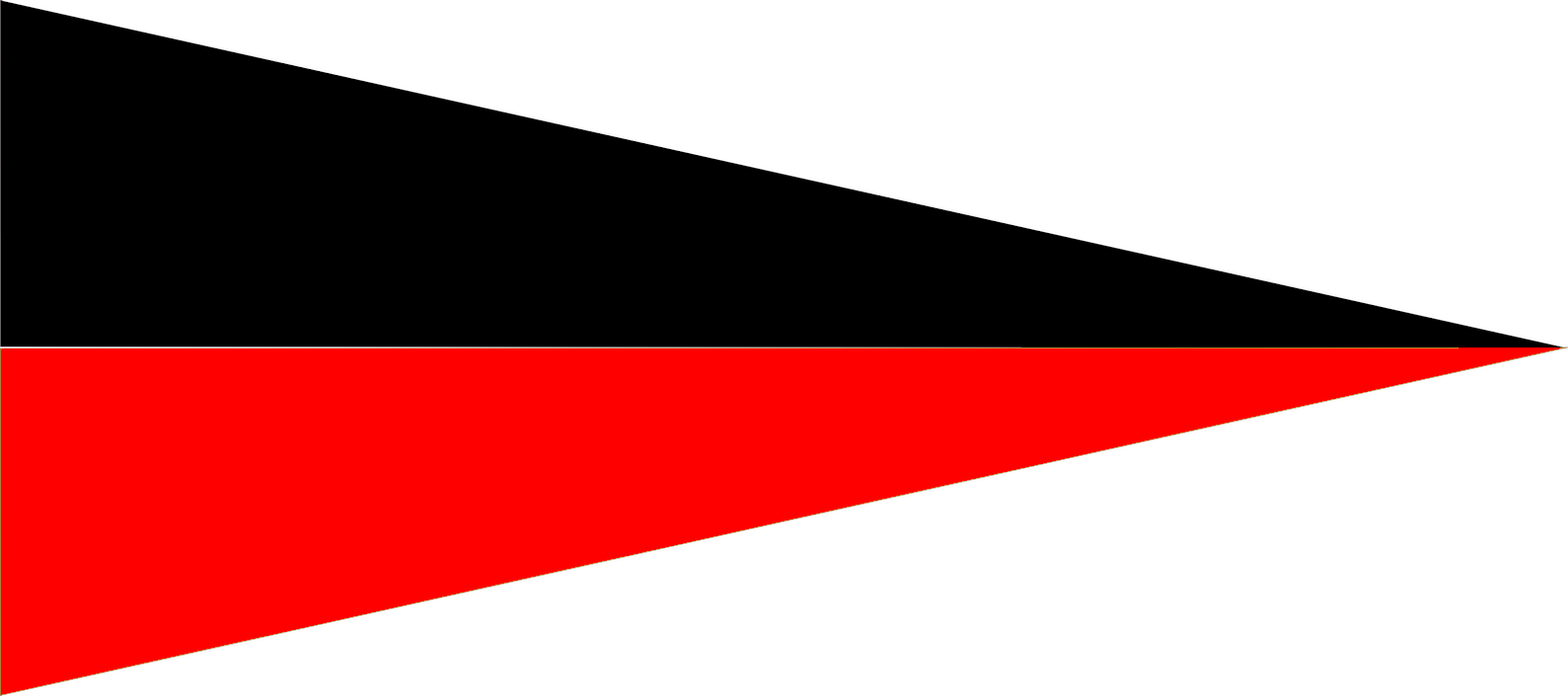
Прапорець у 1943 - 1944 роках
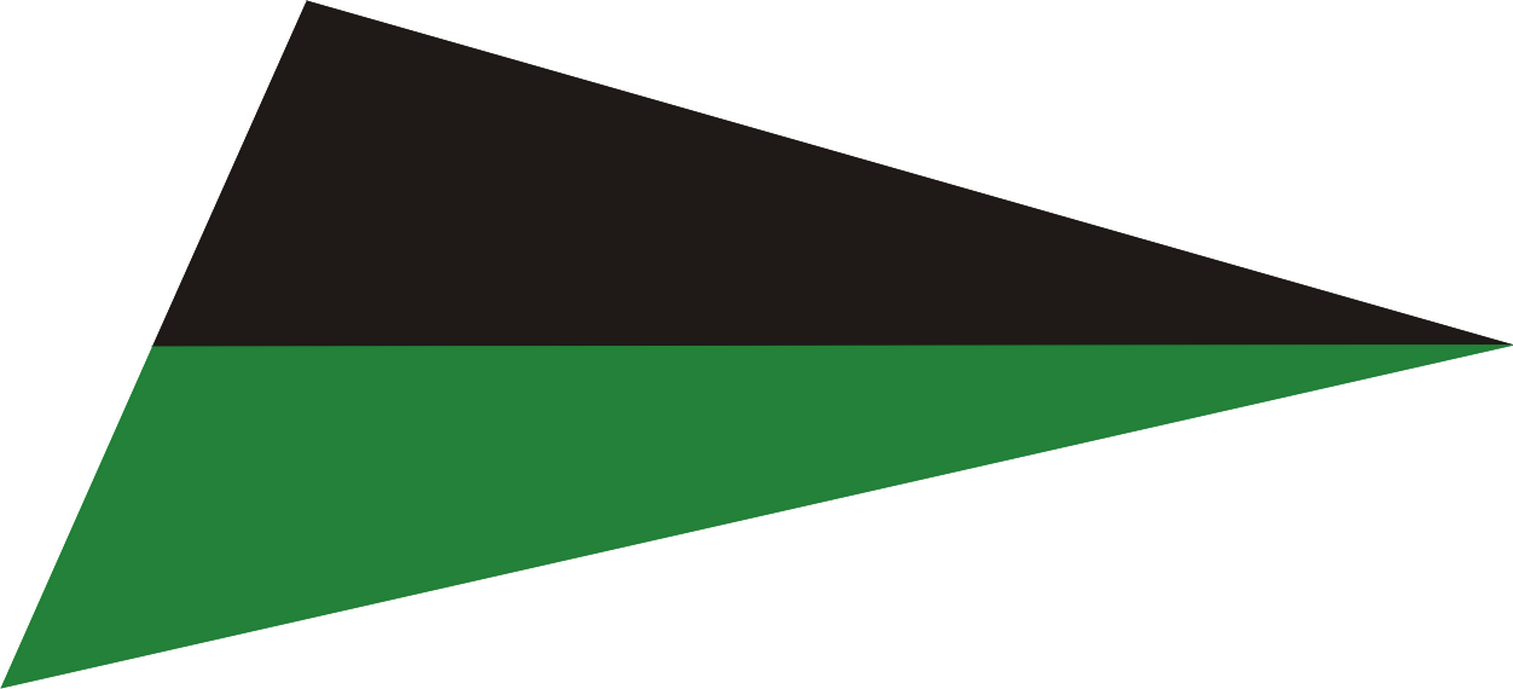
Прапорець у 1945 - 1949 роках
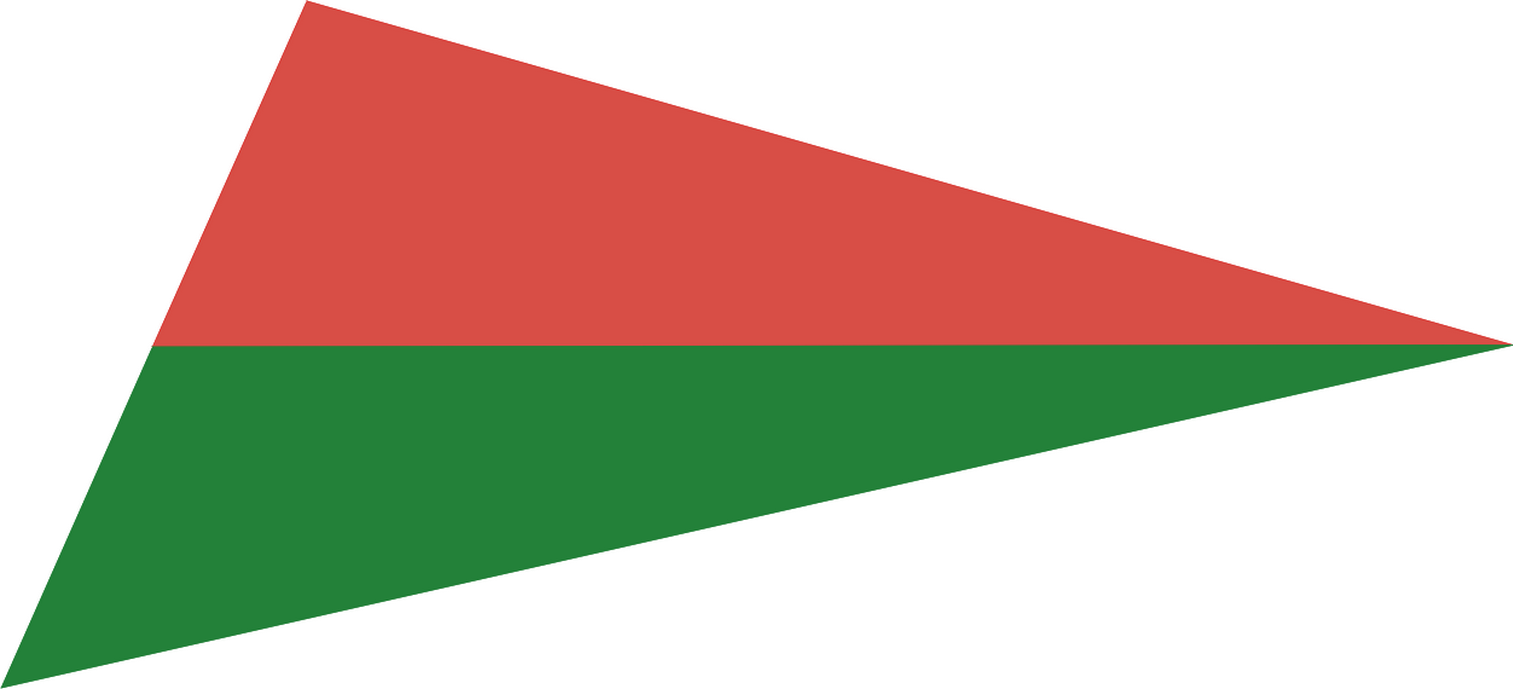
Прапорець у 1945 - 1949 роках
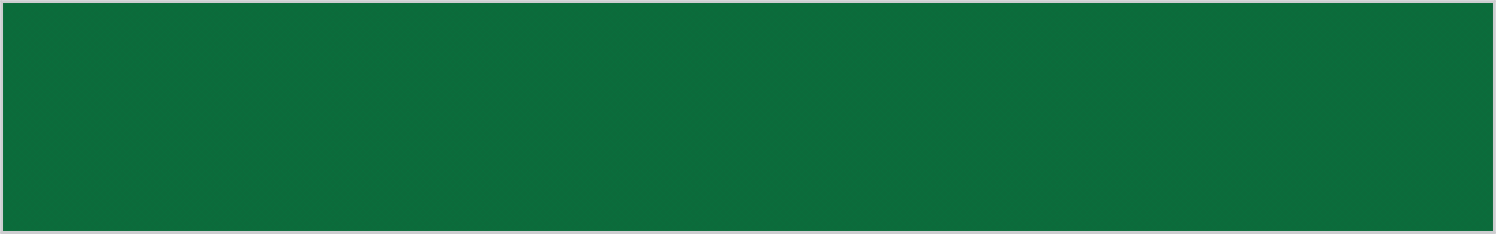
Окол кашкета